# Saison 2011 des Giants de San Francisco
La Saison 2011 des Giants de San Francisco est la 127e saison en Ligue majeure pour cette franchise et la 54e depuis l'installation à San Francisco.
Tenants des titres de champion de la Ligue nationale et de vainqueur de la Série mondiale 2010, les Giants occupent le premier rang de la division Ouest de pendant une partie de l'année mais, à la suite d'un difficile mois d'août, glissent en seconde place derrière Arizona et y terminent la saison avec 86 victoires et 76 défaites. L'année est aussi marquée par de nombreux joueurs blessés : Buster Posey et Freddy Sanchez voient notamment leurs saisons se terminer fin mai et début juin, respectivement,.

## Intersaison

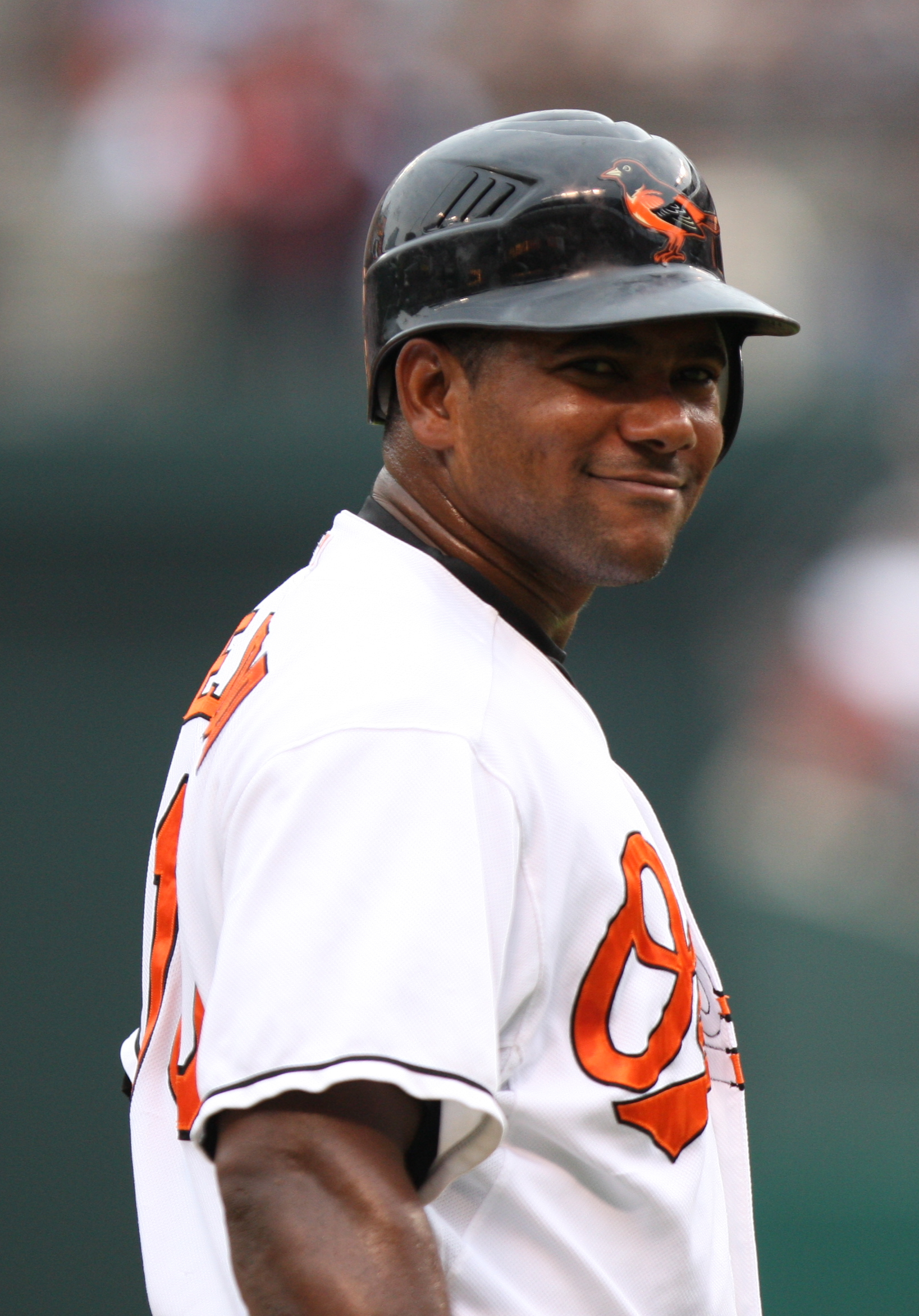
Miguel Tejada rejoint les Giants

Victoire en Série mondiale l'automne dernier oblige, les mouvements de l'effectif des Giants sont très limités.

### Arrivées
L'arrêt-court Miguel Tejada rejoint les Giants en s'engageant pour une saison le 23 novembre 2010. L'annonce officielle de ce recrutement est faite le 2 décembre.
En février 2011, le lanceur partant Jeff Suppan signe un contrat de ligues mineures en faveur des Giants.

### Départs
Denny Bautista, Chris Ray, Edgar Rentería, Juan Uribe, José Guillén et Eugenio Vélez deviennent agents libres et quittent le club.

### Prolongations de contrats
Le joueur de premier but Aubrey Huff signe le 23 novembre 2010 un nouveau contrat de 22 millions de dollars pour deux ans et une année d'option avec les Giants. Le joueur de champ extérieur Pat Burrell rempile pour une saison chez les Giants. Il paraphe son nouveau contrat le 3 décembre. Le même jour, le club annonce la signature de la prolongation de contrat de Mike Fontenot.
Peu avant la phase d'arbitrage au niveau des salaires des joueurs en fin de contrat, les Giants annoncent plusieurs accords le 18 janvier 2011 : Cody Ross, Jonathan Sánchez, Ramon Ramirez et Santiago Casilla prolongent pour une saison. Javier López prolonge deux jours plus tard. Le 22, Andrés Torres, dernier joueur concerné par une possibilité d'arbitrage, prolonge également.
Le lanceur Guillermo Mota prolonge à San Francisco via un contrat de ligues mineures.

### Cactus League
36 rencontres de préparation sont programmées du 26 février au 30 mars à l'occasion de cet entraînement de printemps 2011 des Giants.
Avec 23 victoires et 12 défaites, les Giants terminent deuxièmes de la Cactus League et enregistrent la meilleure performance des clubs de la Ligue nationale.

## Saison régulière

### Classement
| Ligue nationale (Division Ouest) | V  | D  | %    | GB  |
| -------------------------------- | -- | -- | ---- | --- |
| Diamondbacks de l'Arizona        | 94 | 68 | .580 | -   |
| Giants de San Francisco          | 86 | 76 | .531 | 8   |
| Dodgers de Los Angeles           | 82 | 79 | .509 | 11½ |
| Rockies du Colorado              | 73 | 89 | .451 | 21  |
| Padres de San Diego              | 71 | 91 | .438 | 23  |

### Résultats
| Légende             | Légende            | Légende       |
| victoire des Giants | défaite des Giants | match reporté |
| ------------------- | ------------------ | ------------- |

#### Mai
| #  | Date    | Adversaire     | Score | Victoire         | Défaite         | Sauvetage  | Affluence | Bilan |
| -- | ------- | -------------- | ----- | ---------------- | --------------- | ---------- | --------- | ----- |
| 27 | 1er mai | @ Nationals    | 2 - 5 | Zimmermann (2-4) | Cain (2-2)      | Storen (5) | 21 611    | 13-14 |
| 28 | 2 mai   | @ Nationals    | 0 - 2 | Gorzelanny (1-2) | Bumgarner (0-5) | Storen (6) | 15 342    | 13-15 |
| 29 | 3 mai   | @ Mets         |       |                  |                 |            |           |       |
| 30 | 4 mai   | @ Mets         |       |                  |                 |            |           |       |
| 31 | 5 mai   | @ Mets         |       |                  |                 |            |           |       |
| 32 | 6 mai   | Rockies        |       |                  |                 |            |           |       |
| 33 | 7 mai   | Rockies        |       |                  |                 |            |           |       |
| 34 | 8 mai   | Rockies        |       |                  |                 |            |           |       |
| 35 | 10 mai  | Diamondbacks   |       |                  |                 |            |           |       |
| 36 | 11 mai  | Diamondbacks   |       |                  |                 |            |           |       |
| 37 | 12 mai  | Diamondbacks   |       |                  |                 |            |           |       |
| 38 | 13 mai  | @ Cubs         |       |                  |                 |            |           |       |
| 39 | 14 mai  | @ Cubs         |       |                  |                 |            |           |       |
| 40 | 15 mai  | @ Cubs         |       |                  |                 |            |           |       |
| 41 | 16 mai  | @ Diamondbacks |       |                  |                 |            |           |       |
| 42 | 17 mai  | @ Diamondbacks |       |                  |                 |            |           |       |
| 43 | 18 mai  | @ Dodgers      |       |                  |                 |            |           |       |
| 44 | 19 mai  | @ Dodgers      |       |                  |                 |            |           |       |
| 45 | 20 mai  | Athletics      |       |                  |                 |            |           |       |
| 46 | 21 mai  | Athletics      |       |                  |                 |            |           |       |
| 47 | 22 mai  | Athletics      |       |                  |                 |            |           |       |
| 48 | 24 mai  | Marlins        |       |                  |                 |            |           |       |
| 49 | 25 mai  | Marlins        |       |                  |                 |            |           |       |
| 50 | 26 mai  | Marlins        |       |                  |                 |            |           |       |
| 51 | 27 mai  | @ Brewers      |       |                  |                 |            |           |       |
| 52 | 28 mai  | @ Brewers      |       |                  |                 |            |           |       |
| 53 | 29 mai  | @ Brewers      |       |                  |                 |            |           |       |
| 54 | 30 mai  | Cardinals      |       |                  |                 |            |           |       |
| 55 | 31 mai  | Cardinals      |       |                  |                 |            |           |       |

## Draft
La Draft MLB 2011 se tient du 6 au 8 juin 2011 à Secaucus (New Jersey). Les Giants ont le vingt-neuvième choix.

## Affiliations en ligues mineures
| Niveau         | Equipe                    | Ligue                   | Manager        | Vic. | Déf. | Classement |
| -------------- | ------------------------- | ----------------------- | -------------- | ---- | ---- | ---------- |
| AAA            | Fresno Grizzlies          | Pacific Coast League    | Steve Decker   |      |      |            |
| AA             | Richmond Flying Squirrels | Eastern League          | Dave Machemer  |      |      |            |
| Advanced A     | San Jose Giants           | California League       | Andy Skeels    |      |      |            |
| A              | Augusta GreenJackets      | South Atlantic League   | Lipso Nava     |      |      |            |
| Short Season A | Salem-Keizer Volcanoes    | Northwest League        | Tom Trebelhorn |      |      |            |
| Rookie         | Arizona League Giants     | Arizona League          | Mike Goff      |      |      |            |
| Rookie         | DSL Giants                | Dominican Summer League |                |      |      |            |